# 特里特兰-雷德拉克
特里特兰-雷德拉克（法語：Tritteling-Redlach，法語發音：[tʁitlɛ̃ ʁɛdlak]）是法国摩泽尔省的一个市镇，属于福尔巴克-布莱摩泽尔区。

## 地理
特里特兰-雷德拉克（49°4'38"N, 6°36'40"E）面积6 平方千米，位于法国大東部大區摩泽尔省，该省份为法国东北部内陆省份，是洛林的一部分，西南接默尔特-摩泽尔省，东临下莱茵省，北与卢森堡和德国接壤。
与特里特兰-雷德拉克接壤的市镇（或旧市镇、城区）包括：邦比代尔斯特罗夫、克雷昂日、福尔克蒙、洛德勒方、蓬皮埃尔。

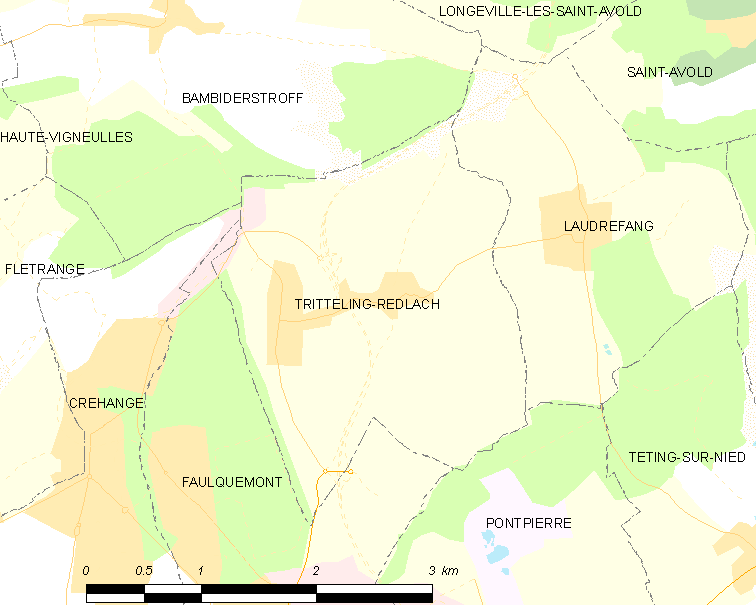
特里特兰-雷德拉克的OSM定位图

特里特兰-雷德拉克的时区为UTC+01:00、UTC+02:00（夏令时）。

## 行政
特里特兰-雷德拉克的邮政编码为57385，INSEE市镇编码为57679。

## 政治
特里特兰-雷德拉克所属的省级选区为福尔克蒙县。

## 人口

1962-2008年间特里特兰-雷德拉克人口变化图示

特里特兰-雷德拉克于2022年1月1日时的人口数量为513人。